# أنار (إيران)
أنار (بالفارسية: انار) هي مدينة تقع في إيران في الناحية المركزية من مقاطعة انار في محافظة كرمان. يقدر عدد سكانها بـ 43,585 نسمة .